# 2008 في روسيا
فيما يلي قوائم الأحداث التي وقعت خلال عام 2008 في روسيا.

## سياسة

### تعيين في المنصب
- 7 مايو – دميتري ميدفيديف رئيس روسيا،First Deputy Prime Minister of Russia [الإنجليزية]‏.
- 8 مايو – فلاديمير بوتين رئيس وزراء روسيا.
- 26 يوليو – سيرجي كيسلياك سفير روسيا لدى الولايات المتحدة.

### انتهاء فترة المنصب
- 7 مايو – فلاديمير بوتين رئيس روسيا، القائد الأعلى للقوات المسلحة للاتحاد الروسي [الإنجليزية]‏.
- 12 مايو – سيرجي إيفانوف First Deputy Prime Minister of Russia [الإنجليزية]‏.
- 12 مايو – سيرغي ناريشكين First Deputy Prime Minister of Russia [الإنجليزية]‏.

## أفلام
من الأفلام التي صدرت هذه السنة في روسيا:
- 1 يناير – المغول من إخراج سيرجي بودروف.
- 1 يناير – تولبان من إخراج Sergey Dvortsevoy [الإنجليزية]‏.

## برامج ومسلسلات وأنمي
- 1 ضد 100

## وفيات

### يناير
- 10 يناير – ميلا نورمي
- 27 يناير – آنا لوجينوفا (مواليد 1978) عارضة روسية.

### فبراير
- 19 فبراير – ناتاليا بيسميرتنوفا (مواليد 1941)

### مايو
- 30 مايو – بوريس شاخلين (مواليد 1932)

### يونيو
- 24 يونيو – فيكتور كوزكين (مواليد 1940)
- 24 يونيو – ليونيد هورفيتش (مواليد 1917)

### يوليو
- 28 يوليو – فكتور بوبوف (مواليد 1934)

### أغسطس
- 3 أغسطس – ألكسندر سولجنيتسين (مواليد 1918) كاتب روسي.

### أكتوبر
- 30 أكتوبر – فالنتين بوبوكين (مواليد 1933) لاعب كرة قدم روسي.

### ديسمبر
- 9 ديسمبر – يوري جلازكوف (مواليد 1939)